# Zoarchias major
Zoarchias major är en fiskart som beskrevs av Tomiyama 1972. Zoarchias major ingår i släktet Zoarchias och familjen taggryggade fiskar. Inga underarter finns listade i Catalogue of Life.